# Culeolus robustus
Culeolus robustus är en sjöpungsart som beskrevs av Vera Mikhaylovna Vinogradova 1970. Culeolus robustus ingår i släktet Culeolus och familjen lädermantlade sjöpungar. Inga underarter finns listade i Catalogue of Life.